# 9e étape du Tour de France 1976

La 9e étape du Tour de France 1976 est considérée comme un moment important de l'Histoire du Tour de France, mais aussi de celle de la station de ski de sports d'hiver de L'Alpe d'Huez, où le Tour revient un quart de siècle après la victoire de Fausto Coppi dans la 10e étape de l'édition 1952. Elle a eu lieu le 4 juillet 1977 entre Divonne-les-Bains et L'Alpe d'Huez, en France, sur une distance de 258 km. Elle a été remportée par le Néerlandais Joop Zoetemelk et a vu le belge Lucien Van Impe prendre le maillot jaune après les péripéties à la fin de l'étape, la Montée de l'Alpe d'Huez en finissant deuxième de l'étape à seulement 3 secondes du vainqueur. Lucien Van Impe sera ensuite vainqueur du Tour pour la première fois, grâce à la percée à la fin de l'étape, la Montée de l'Alpe d'Huez .

## Parcours
Le parcours part de Divonne-les-Bains et part pour l'Isère, où il finit par l'ascension des 21 virages menant à la station de ski de sports d'hiver de L'Alpe d'Huez.

## Déroulement de l'étape
Une cinquantaine de coureurs sont arrivés groupés au moment d’aborder la montée finale de l'Alpe d'Huez au Bourg-d'Oisans, malgré de nombreuses offensives, notamment du belge Lucien Van Impe, 10ème du général à 3’54’’ du maillot jaune Freddy Maertens.
Le français Bernard Thévenet, vainqueur du Tour de France 1975 et 11e du général à 3 minutes 55 du maillot jaune, se fait déborder par Galdos (équipe Kas) à 4 km du sommet puis par Romero (Jobo), Bertoglio (Jollyceramica) et Baronchelli (Scic-Fiat). Joop Zoetemelk l'emporte d'un cheveu sur le belge Lucien Van Impe, qui prend le maillot jaune en finissant deuxième de l'étape à seulement 3 secondes du vainqueur.